# 貝雷斯托韋 (彼得羅巴甫利夫卡市鎮)
49°32′23″N 37°53′44″E / 49.53972°N 37.89556°E

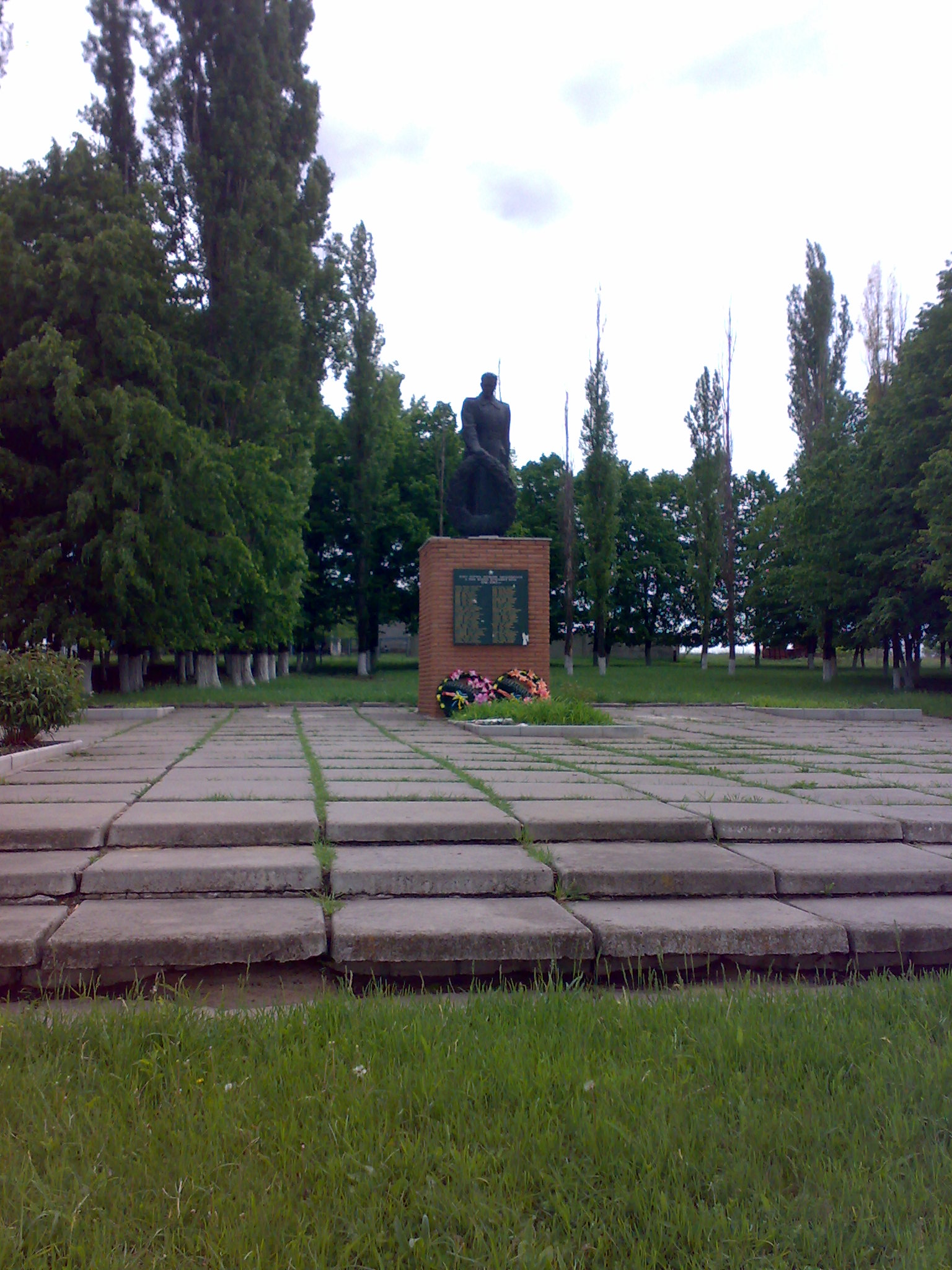
烈士墓

貝雷斯托韋（烏克蘭語：Берестове）是位於烏克蘭東部的村莊，由哈爾科夫州庫皮揚斯克區的彼得罗巴甫利夫卡市镇負責管轄。該村始建於1665年，面積0.73平方公里，海拔高度123米，2001年人口230，人口密度每平方公里315.1人。